# 長尾麻由
長尾 麻由（ながお まゆ、1981年11月17日 - ）は、日本のタレント、元グラビアアイドル。まくびープロ所属。夫はプロバスケットボール選手の城宝匡史。

## 略歴・人物
- 東京都八王子市出身。
- 大好きな漫画は『ドラゴンボール』。女性アイドルきってのファンであり、ドラゴンボールのアニメシリーズDVDを全巻自宅に揃えていたり、同作品のキャラクターグッズも集めている。
- チャームポイントは長い舌（先が尖る）。
- 特技はバスケットボール。
- 実妹の長尾麻未もグラビアアイドルとして活躍している。
- 2010年6月21日の公式ブログで、体調不良により長期休業することが事務所より発表された。
- 2011年2月9日の公式ブログで、芸能界復帰とまくびープロへの所属事務所の移籍が発表された。
- 2013年9月11日の公式Twitterで、アリケン出演時から12kg太ったことを告白した。
- 2015年1月23日、TBS『有吉ジャポン』で、プロバスケットボール選手の城宝匡史と結婚したことを明かした[1]。翌1月24日、公式ブログで結婚を正式発表[2]。2016年9月20日、公式ブログで第1子妊娠を発表[3]。2017年2月13日、第1子となる男児を出産したことを翌2月14日に公式ブログにて夫・城宝との連名で発表[4]。
- ゲームにも造詣があり、2018年のゲーム専門ムックにはクソゲーのレビューを行っている。その書籍には個人的なPlayStationクソゲーランキング1位としてFISTを挙げている[5]。

## 作品
デジタル写真集
- 長尾麻由デジタル写真集（アスペクトデジタルメディア）

DVD
- 麻由白白（まゆぱいぱい）（2007年8月22日、リーズエンタテインメント）[6]
- INCUBATE（2007年11月23日）
- ミテルだけ（2008年5月23日、エイベックス・エンタテインメント）
- いけないボインさん（2009年2月27日、リバプール）
- Real Body（2012年5月25日、グラッソ）

## 出演

### テレビ番組
- ゲームレコードGP （MONDO21）
- 『ぷっ』すま （テレビ朝日）
- ゴッドタン （テレビ東京）
- アリケン （2008年10月18日 - 2010年9月25日、テレビ東京） - 番組内のユニット・Pabuの一員
- さまぁ〜ず式 （TBS）

「モテた勢いでGOGOGO クラブかずの子」（2009年2月24日）
「大竹湯〜トピア」（2009年3月3日）
- アイドルマンション物語 （エンタ!371）
- 鉄道ジオラマ王国建設計画 （2009年10月 - 12月、MONDO21）
- モテキ（2010年8月13日、テレビ東京）
- 西谷綾子のランドリ! Run & Dream（東京メトロポリタンテレビジョン）
- せんせいのせい （日本テレビ）
- ゲーマーズTV 夜遊び三姉妹 〜今夜も上上下下左右左右BA〜（日本テレビ）
- ももち浜ストア（2019年4月 - 、金曜レギュラー、テレビ西日本）

### CM
- 大正製薬 大正漢方胃腸薬

## その他
- Kドリームス（2008年 - ） - イメージキャラクター